# Willi Minich
Wilhelm „Willi“ Minich (* 27. Februar 1934 in Oberhausen; † 25. April 2023) war ein deutscher Fußballspieler.
Minich erlernte das Fußballspielen in der Jugend des BV Osterfeld, mit der er 1950 Westdeutscher Vizemeister wurde. Nach ersten Erfahrungen im Seniorenbereich bei dem Oberhausener Vorortverein wechselte er 1954 zum 1. FC Köln. Drei Jahre lang spielte Minich bei den Geißböcken unter den Trainern Kurt Baluses und Hennes Weisweiler in der Oberliga West. Er kam auf insgesamt 47 Einsätze, wobei ihm ein Tor gelang. Zu seinen Team-Kameraden gehörten unter anderem die Nationalspieler Hans Schäfer, Hans Sturm und Josef Röhrig. Ab 1957 spielte er für Borussia Mönchengladbach.